# Leikruinbuulbuul
De leikruinbuulbuul (Hypsipetes siquijorensis ook wel Ixos siquijorensis) is een bedreigde zangvogel uit de familie van de buulbuuls. De soort werd in 1890 door Joseph Beal Steere geldig beschreven. Het is een bedreigde, endemische soort in de Filipijnen. De lokale namen voor de leikruinbuulbuul zijn: tigbaya (Siquijor) of tagmaya (andere delen Visayas)

## Kenmerken
De leikruinbuulbuul is een grote buulbuul die zo'n 26,5 cm lang kan worden met een spanwijdte van 13 cm. De verschillende ondersoorten zijn te onderscheiden door middel van de kleur van hun kruin en de strepen op hun borst. De H. s. siquijorensis heeft een donkerbruine kruin en smalle witte strepen op een witbruine hals, terwijl de H. s. cinereiceps een grijze kruin heeft met een bijna helemaal witte hals en brede witte strepen op een olijfbruine borst. De leikruinbuulbuul is een luidruchtige opvallende vogel.

## Ondersoorten
Deze soort komt voor op een aantal eilanden in de Filipijnen en telt drie ondersoorten:
- H. s. cinereiceps: Romblon en Tablas.
- H. s. monticola: Cebu.
- H. s. siqijorensis: Siquijor.

## Verspreiding en leefgebied
De leikruinbuulbuul komt voor in de ongerept regenwoud en ook oud secundair bos van de eilanden Cebu, Romblon, Tablas en Siquijor. Een enkele keer kan deze vogel ook op open plekken in de bossen aangetroffen worden. De ondersoort op Cebu is praktisch uitgestorven; volgens in 2001 gepubliceerd onderzoek werd rond Tabunan een kleine niet eerder waargenomen populatie aangetroffen.

## Status
De leikruinbuulbuul heeft een beperkt verspreidingsgebied en daardoor is de kans op uitsterven aanwezig. De grootte van de populatie werd in 2017 door BirdLife International geschat op 2500 tot 10.000 volwassen individuen en de populatie-aantallen nemen af door habitatverlies. Het leefgebied wordt aangetast door ontbossing waarbij natuurlijk bos wordt omgezet in gebied voor agrarisch gebruik en menselijke bewoning. Om deze redenen staat deze soort als bedreigd op de Rode Lijst van de IUCN.